# Dasyerges
Dasyerges là một chi bướm đêm thuộc họ Noctuidae.